# Glückspilze (1935)
Glückspilze ist ein deutscher Spielfilm von 1935 unter der Regie von Robert A. Stemmle, der auch das Drehbuch schrieb. Die Handlung beruht auf Horst Biernaths Roman Sieben unter einem Hut (Untertitel Ein Jungenroman). Albert Lieven und Clara Savio spielen die Hauptrollen. 

## Handlung
Die Ferien sind zu Ende und die Schüler des Schiller-Gymnasiums in Baldenburg begeben sich zur Schule. Unter ihnen auch die Schüler Helmut Roeder, Sohn des Gutsbesitzers, Hans Berding, der von seinem Stiefvater wieder einmal mit Vorwürfen überhäuft und bevormundet wird, die Zwillinge Kurt und Wilhelm Biehler, die als „Keks ohne“ und „Keks mit“ betitelt werden, Fritz Scholl, der Lebenskünstler, Erich Krämer, der den Quartaner „Tomate“ wieder einmal für sich einspannt, sowie Georg Lewaldt. Das neue Schuljahr wird mit dem Choral Wach auf, mein Herz, und singe eingeleitet, bevor Direktor Bartmann eine Schenkungsurkunde von Manfred Werner aus Bahia in Brasilien verliest. Dieser vermacht der derzeitigen Oberprima in Erinnerung an seine schöne Schulzeit im Schiller-Gymnasium 20.000 Mark. In der Schenkungsurkunde ist ausdrücklich festgelegt, dass allein die Schüler der Prima das Recht haben zu bestimmen, wie und wofür das Geld zu verwenden ist. Bevor Bartmann Roeder die Schenkungsurkunde überreicht, mahnt er die Schüler noch, sich der Verantwortung, aber auch der Gefahr, die mit diesem Geschenk verbunden ist, bewusst zu sein und es zum Prüfstein ihres Charakters werden zu lassen. Natürlich beraten die Primaner hin und her und führen erhitzte Debatten, wie man das Geld am besten verwenden könne. Der Vorschlag, eine Weltreise zu unternehmen, findet bei allen viel Anklang, außer bei Hans Berding, der von seinem Stiefvater unter Druck gesetzt und an die Kosten für das von ihm angestrebte Musik-Studium erinnert worden ist. Als Roeder jedoch später vorschlägt, ein Landhaus zu bauen, das der Schule später als Freizeit- und Ferienheim dienen soll und somit der Allgemeinheit zugutekommen wird, stimmen die restlichen Schüler spontan zu. Als Direktor Bartmann davon hört, wie verantwortungsbewusst die Schüler das Geld einsetzen wollen, ist er begeistert. Er sichert den Jungen seine volle Unterstützung zu. 
Hans Berding indessen wird von seinem Stiefvater Trübner weiter massiv unter Druck gesetzt und gezwungen, darauf zu bestehen, dass ihm sein Anteil ausgezahlt wird. Er begründet das damit, dass durch Hans’ Ausbildung Schulden entstanden seien, die er zurückzuzahlen habe. In Wirklichkeit hat Trübner Geld aus der Forstkasse unterschlagen und bei Sportwetten verloren, was aber erst später entdeckt wird. Hans erhält seinen Anteil, offenbart den Freunden gegenüber aber nicht, in welcher Not er sich befindet. Die Folge ist, dass man ihn mit Nichtachtung straft und von allem ausschließt. 
Der Bau des Landheims nimmt immer mehr Gestalt an und wird von der Lehrerschaft, den Handwerkern und Geschäftsleuten sowie fast allen Einwohnern der kleinen Stadt unterstützt und mitgetragen. Nur Hans Berding leidet und darf nicht teilhaben. Dann jedoch wird eine Revision der Forstkasse angeordnet und Trübners Unregelmäßigkeiten werden offenbar. Seiner drohenden Festnahme entzieht er sich, indem er sich erschießt. Nachdem die Schüler Hans noch aus einer brenzligen Situation befreit und ihn darüber aufgeklärt haben, was mit seinem Stiefvater geschehen ist, wird er selbstverständlich wieder mit Freuden in die Klassengemeinschaft aufgenommen. Auf der Einweihungsfeier soll der musikbegeisterte junge Mann das Schulorchester und den Chor dirigieren. 

## Produktionsnotizen und Hintergrund
Stemmle realisierte im Hochsommer 1934 binnen kürzester Frist das Drehbuch zum Film, kümmerte sich um die Besetzung und bereitete die Dreharbeiten vor. Gedreht wurde in Neustrelitz und am Useriner See im Landkreis Mecklenburgische Seenplatte. Die Atelieraufnahmen entstanden in der Zeit von Ende August bis Ende September 1934 in Berlin-Johannisthal und in Berlin-Marienfelde. Bei der Besetzung griff Stemmle auf Schauspieler zurück, mit denen er in der Vergangenheit zusammengearbeitet hatte, engagierte jedoch auch neue Schauspieler, wie beispielsweise Franz Pfaudler aus Wien, der als Gymnasialdirektor Bartenstein vor der Kamera stand. Als die sieben „Glückspilze“, also die Primaner, setzte Stemmle Albert Lieven (als Hans Berding), Clemens Hasse (als Helmut Roeder, Sohn des Gutsbesitzers und Kreisdeputierten sowie Klassensprecher), Wolfgang Klein (als Fritz Scholl), Walter Bluhm (als Georg Lewaldt) in seiner ersten Filmrolle, Hermann Noack (als Erich Krämer), Paul Mehler (als Wilhelm Biehler genannt „Keks ohne“) und Herbert Roehl (als Kurt Biehler, „Keks mit“) ein. Für Clara Savio, die die weibliche Hauptrolle innehatte, war es ihre offenbar einzige Rolle im deutschsprachigen Film. Sie ist in der Rolle der Gerda Roeder, Schwester von Helmut Roeder und Freundin von Hans Berding, zu sehen. Für Bernhard Minetti, der als Kreissekretär Trübner und Stiefvater von Hans Berding zu sehen ist, war es seine dritte Mitwirkung in einem Kinofilm.
Für die Bauten zeichneten Ludwig Reiber und Karl Machus verantwortlich.
Der Film hat eine Länge von 2.548 m (andere Angaben 2.569 m). Am 5. Dezember 1934 wurde der Film unter der Nummer B.37987 von der Zensur für „jugendfrei“ befunden.
Die Uraufführung von Glückspilze fand am 4. Januar 1935 im Titania-Palast in Berlin statt.

## Unterschiede Buch – Film
Horst Biernath, der Autor der Romanvorlage, kam selbst aus Ostpreußen und hatte Gymnasien in Bartenstein und Königsberg besucht. Sieben unter einem Hut war 1933 seine erste erfolgreiche Veröffentlichung. Abweichend von der Romanvorlage fügte Stemmle einige Handlungsstränge ein, die zur Belebung des Films beitrugen. Schon die Eröffnungsszene weicht vom Roman ab, indem erst einmal die Hauptfiguren, die der Schule zueilen, vorgestellt werden. Zu Beginn des Romans hingegen sorgt sich Direktor Bartmann um seine Schüler und sucht mit dem mit ihm befreundeten Rechtsanwalt Rosbigall nach einer Möglichkeit, wie man den Schülern das Geld vorerst vorenthalten könne. Auf S. 20 im Roman heißt es: „Ich kann mir den Gedanken nicht aus dem Kopf schlagen, daß dieses Geschenk frivole, snobistische Hintergründe birgt. Daß hier kein Wohltäter, sondern ein Versucher der jungen Menschen naht.“ Auch im Film sorgt er sich, indem er meint: „Es kracht im Gebälk, meine Jungen sind in Gefahr ... Geld ist gefährlich!“ Im Film lautet der Wortlaut der Schenkungsurkunde: „Ich möchte der schönen Erinnerung an meine Schulzeit dadurch Ausdruck geben, daß ich der derzeitigen Oberprima meiner alten Lehranstalt eine Summe von 20.000 Mark schenke. Die Schüler der Prima haben allein das Recht, über die Verwendung dieser 20.000 Mark zu verfügen.“ Im Roman hingegen heißt es: „Die herzliche Freude über die tapfere, Vaterlandsbegeisterte Jugend Deutschlands veranlaßt mich, meinen Wünschen für die künftigen Träger des deutschen Gedankens dadurch Ausdruck zu geben, daß ich der derzeitigen Unterprima meiner alten Lehranstalt, des Gymnasiums zu Baldenburg, eine Summe vor zwanzigtausend Mark mit dem ausdrücklichen Bemerken überreiche, daß die Verwendung dieser Stiftung im freien Ermessen der Unterprima steht ... Mit deutschem Gruß und Händedruck ...“ In dieser Phase des Films weicht Stemmle sehr deutlich von der Romanvorlage ab, indem er jede Referenz an das herrschende System umgeht. Auch das Vertrauen in die Schüler und die wohlmeinenden Ratschläge des Direktors sind in der Romanvorlage nicht enthalten. Des Weiteren entschloss sich Stemmle dazu, den Klassenraum von einer Schillerbüste beherrschen zu lassen und nicht, wie im Roman, von einem großen Bild des Führers. Auch der Teil des Romans, der die Propagandasprache der Zeit wiedergibt und die Notwendigkeit anmahnt, dass eine entschlossene Führung unabdinglich sei, wird von Stemmle nur ganz am Rande gestreift. Hans Berding ist im Film durchgehend in der Kleidung eines Angehörigen der Jugendbewegung aus der Weimarer Zeit zu sehen, Anspielungen auf die neue Jugend- und Nachwuchsorganisation, die HJ, unterbleiben.
Völlig neu hinzugefügt sind die Szenen, die die Schüler im Kabarett zeigen, wo sich die „Glückspilze“ feiern lassen, während nur Hans Berding in Gesellschaft von Gerda Roeder zurückbleibt, um sich mit ihr zu besprechen.

## Kritik
Karlheinz Wendtland befand in seinem Buch Geliebter Kintopp: „Das Schönste am Film sind vielleicht die vielen unbekannten Gesichter der Schüler.“
Von der zeitgenössischen Kritik wurde der Film bei seiner Uraufführung mit Zustimmung bedacht. „Trotz der Romanvorlage von Biernath ist hier ein Film entstanden, der neuen guten Geist nicht nur atmet, sondern unaufdringlich propagiert“ hieß es beispielsweise in Der Film Nr. 1135. Im Internationalen Filmmagazin von 1935 war zu lesen: „Die frische, unbelastete Inszenierung Robert A. Stemmles verdient ein Lob“. In der Rheinisch-Westfälischen Filmzeitung von 1935 urteilte ein ungenannter Kritiker: „Der Ton des Films ist zupackend und jung ... Man empfindet den Film in seiner Konfliktstellung und seiner Ethik sogar modern.“ Die Berliner Morgenpost schrieb im Januar 1935, dass Stemmles Film „sauber und frisch formuliert [sei]. In den Bildern, die den Bau des Ferienheims durch die Schüler zeigen, [habe] er hübsche Einfälle“, die „den Gemeinschaftsgeist“ der damaligen Zeit atmen würden.
Bei den für Filmfragen zuständigen Funktionären der NSDAP fand der Film weder Gegenliebe noch Erwähnung.

## Auszeichnung
- 1934: Prädikat der Filmprüfstelle in Berlin „Künstlerisch wertvoll“[1]